# Италианска окупационна зона на Балканите (1941 – 1943)
Италианската окупационна зона на Балканите (1941 – 1943) по време на Втората световна война е определена на преговори между Фашистка Италия и Третия райх във Виена през април 1941 г., като демаркационната линия, определяща границите ѝ, става известна като „Виенска линия“.

## Италианска окупационна зона

### Предпоставки
На 7 април 1939 г. италианските войски нахлуват в Албания и бързо я окупират. Кампанията е част от амбициите на фашисткия лидер Бенито Мусолини да изгради Италианска империя. Впоследствие Италия, контролирайки Албания, се намесва на нейна страна срещу Гърция в спора между двете страни за владението на Епир.
На 28 октомври 1940 г. избухва Италианско-гръцката война. Първоначално италианската армия постига успехи, настъпвайки на гръцка територия, но италианците впоследствие са разбити и изтласкани, като военните действия се пренасят на албанска територия. Това принуждава Хитлер да се намеси на страната на своя съюзник Мусолини. Военната операция на силите на Оста срещу Гърция протича едновременно с тази срещу Югославия и започва на 6 април 1941 г. В светкавична война те разгромяват далеч по-слабите армии на Югославия и Гърция, като Югославия капитулира на 17 април, а Гърция се съпротивлява реално до 27 април с помощта на английски части, които дебаркират на нейна територия.

### Виенска линия
Във връзка с успешния развой на съвместните военни операции (известни съответно като Ауфмарш 25 и Марита) на 21 – 24 април 1941 г. във Виена се състои среща на Рибентроп с Галеацо Чано. На нея е подписан т. нар. „Виенски протокол“, чрез който е договорена демаркационна линия, която става известна под името „Виенска линия“ и чертае италианската зона на Балканите. Окупационната зона в Югославия включва на север големи части от територията на Словения и Хърватска. На Италия се предоставя за окупиране и Черна гора, Албания и почти цяло Косово. Също така са ѝ предоставени част от Западна Македония с градовете Тетово, Струга, Дебър, Кичево и Гостивар, заедно с няколко села южно от Охрид с цел за създаването на „Велика Албания“. Според „Виенския протокол“, на Италия се предоставят за окупиране и обширни области в Гърция – Югозападна Македония (зоните на Гюмендженско и Воденско, част от Леринско и Берско, Костурско и част от Кожанско), както и Епир, Тесалия, Пелопонес, Евбея и островите на Цикладския архипелаг.

### Администриране и проблеми в зоната
След преговорите Италия разполага армия от половин милион души на Балканите. Страната започва да се чувства ощетена, защото не постига максимума на своите цели. Впоследствие Германия си присвоява големи територии в Словения, а Хърватия като независима държава трябва да се намира под италиански протекторат, но постепенно и тук надделява германското влияние. Определеният от Италия за крал на Хърватия Херцог на Сполето изобщо не заема престола. Започват териториални противоречия между Загреб и Рим, и Будапеща и Рим. Италия се ангажира с обявяването независимостта на Черна гора, но нито един член от семейството на италианската кралица не се наема да заеме престола. Формално и Гърция се признава за италианско владение. Германците си запазват само Западна Егейска Македония, част от Крит и зоната край Марица, но фактически поемат главната отговорност за окупацията. При това положение за Италия единствената безспорна зона остава Албания и тя се стреми по всякакъв начин чрез нея да разшири влиянието си. Идеята за Велика Албания може да се постигне чрез разширение в Епир (за сметка на Гърция), в Косово и Западна Вардарска Македония, където се сблъсква с българските претенции. В Епир, Македония и Тесалия действа проиталианската влашка сепаратистка организация Римски легион.

### Положение на евреите и организиране на съпротива
В хода на войната италианските власти и отделни чиновници предприемат редица действия, за да не допуснат депортиране на евреи от окупираните от Италия територии. Мнозина италиански военни начело с командващия Втора армия, разположена на Балканите, генерал Марио Роата, съзнавайки, че предаването на евреите означава масовото им унищожаване, вземат решение да саботират заповедите за депортирането им. Положението на евреите в италианската зона е значително по-добро, отколкото в българската и особено в немската зона. От Италианската окупационна зона не са депортиран евреи. Нещо повече, италианците извеждат от немската зона евреи, спасявайки ги от смърт в нацистките лагери. От друга страна италианците преследват ожесточено бойците от Съпротивата и организират няколко масови кланета на партизани. Италианците започват и етнически прочиствания на територията на Словения с оглед на изтребване и депортация на местното славянско население и заместването му с италианци.

### Примирие на Италия с Антихитлеристката коалиция и последици
На 25 юли 1943 г. в Италия е свален Мусолини. Назначено е ново правителство на Италия начело с маршал Пиетро Бадолио, в което през септември влизат представители на всички италиански антифашистки партии. Италия започва завой за излизане от Оста. На 3 септември в Сицилия тайно е подписано примирие между новото италианско правителство и Антихитлеристката коалиция, обявено на 8 септември 1943 г. На 13 октомври 1943 г. Италия обявява война на Нацистка Германия. В окупационната зона на Балканите настава хаос. Някои от италианските войски, базирани на Балканския полуостров, са пленени от германците, след известна съпротива. Такъв е случаят с 33-та пехотна дивизия „Акуи“ на остров Кефалония, 8400 души от която са разстреляни. Такава е и съдбата на 13-ти моторизиран пехотен полк „Пинероло“ в Костур, от който 1200 войници и офицери са разстреляни от германците. Трайна въоръжена съпротива оказва и Втора италианска армия в Югославия, която в по-голямата си част преминава на страната югославските партизани, създавайки дивизията „Гарибалди“. Част от Девета италианска армия в лицето на дивизиите „Арецо“ и „Фолоренция“ създава дивизията „Антонио Грамши“, която се сражава заедно с албанските партизани на Енвер Ходжа. Голямата част от 24-та пехотна дивизия „Пинероло“ се присъединява към гръцките партизани от ЕАМ и ЕЛАС. Някои италиански части се обявяват за новата фашистка Република Сало, марионетна на нацистка Германия, какъвто е случаят в Словения с бивши подразделения на фашистката Доброволна милиция за опазване на националната безопасност, които се бият редом с германските войски. Като цяло Италианската окупационна зона на Балканите е заета до края на ноември от германците, подкрепяни от албанците, хърватите и българите. През ноември 1943 г. е създаден Втори окупационен корпус, поделение на Българската армия с щаб в Драма, което е разположено в областта между реките Вардар и Струма, която дотогава е германска окупационна зона, с цел да се замести германската армия, която е изпратена да окупира дотогава заетите от италианската армия територии.

## Италианската окупационна зона и България

### Македонски въпрос
България не участва с военни сили в разгрома на Югославия и Гърция. За да парира евентуалните италиански претенции към Македония, България търси съдействие от Германия. Спешно цар Борис III си издейства среща с Хитлер и на 19 април 1941 г. царят лети за главната германска квартира. Протоколи от разговорите не са водени, но явно България успява да постигне успех, защото царят се връща на 20 април видимо доволен в София. Предишният ден българските войски вече са навлезли в Югославия и Гърция. Както по много други териториални проблеми в Европа, германската дипломация възприема тезата на Хитлер, който на срещата с царя е бил съгласен, че Македония трябва да се даде на България.
Още през първия ден на преговорите във Виена Рибентроп уведомява италианския си колега, че претенциите на цар Борис III са за цяла Македония до бившата югославско-албанска граница. Освен това българският цар силно настоява за окупирания от италианците Охрид, като българска национална светиня. На 22 април 1941 г. германският външен министър поставя въпроса и за Солун, но граф Чано заявява, че няма правомощия да говори по този въпрос. Италианците с нежелание се съгласяват да предадат окупираните от тях Охрид и Ресен на България. На 23 април италианците, които не са доволни, настояват границата да минава непосредствено на запад от Скопие, като Битоля също трябва да влезе в Албания, но получават отказ от германска страна. На 24 април 1941 г. във Виена е подписан окончателният компромисен протокол за прокарване на новата гранична линия. Към протокола е приложена географска карта с мащаб 1:1 000 000, върху която граничната линия не е съобразена с особеностите на релефа. При прехвърлянето на линията върху топографски карти с мащаб 1:100 000 се получават разминавания, поради нагаждането им към терена. Освен това мастилената линия от виенската карта при прехвърлянето на топографски карти обхваща неясна гранична полоса с ширина от 12 км.

### Гранични спорове
За да се предотвратят бъдещи спорове, Борис III предприема пътуване в Италия. На 9 юни той се среща с италианския крал Виктор Емануил III, който го съветва да се обърне направо към Мусолини. Срещата с Дучето се осъществява на 12 юни 1941 година и на нея е постигнато съгласие граничните спорове да се решат при бъдещо посещение на Богдан Филов и външния министър Попов в италианската столица. Междувременно неуредиците по демаркационната линия са умело използвани от Италия за предявяване на постоянни претенции, което води и до гранични инциденти. През нощта на 10 срещу 11 юли 1941 г. италианците поставят ултиматум на българските гранични власти да им се отстъпи хромовата мина северозападно от Люботрън. Българите отказват и откриват огън, като има жертви и от двете страни. На 21 юли 1941 г. проф. Богдан Филов и министър Иван Попов се срещат в Рим с италианския крал Виктор Емануил III и Бенито Мусолини. Постигнато е споразумение за основа на границата на България с Италия да служи Виенската спогодба, като точното ѝ определяне е предвидено да стане от една смесена италианско-албанско-българска комисия, която да реши необходимите поправки и въпроса с размяната на населението. Комисията обаче така и не пристъпва към работа, поради обструкции и от двете страни и спорните проблеми остават неразрешени.
През август 1942 г. има пореден българско-италиански граничен инцидент с нови жертви отново за мината край Люботрън. Чак след изглаждането му се създава смесената комисия. Водач на българската делегация е командирът на Пета армия, разположена в Македония, ген. Васил Бойдев. Комисията има заседания през октомври и ноември 1942 г. и през март 1943 г. Тя не взема решение за значителни корекции на границата. Фактически смесената комисия узаконява старата гранична линия. Така на 29 март 1943 г. е подписан окончателният протокол за българо-италианската граница в Македония. Той влиза в сила чак на 15 юли 1943 г.
Приблизително границата на италианския протекторат Албания с Царство България започва в днешно Косово по линия, която минава западно от Качаник, през Лешок, а след това източно от Железна река, Ново село, после по р. Треска близо до град Кичево се отправя на юг към Охридското езеро. Преминава на запад от селата Староец, Белица, Велмей, Мешеища) и Горенци. При движението си на югозапад българо-албанската граница прехвърля билото на Илинска планина. В една точка на запад от село Подмол тя достига северния бряг на Охридското езеро. Оттук границата се насочва на югоизток през водите на езерото към манастира „Св. Наум“. От споменатия манастир границата се отправя почти по права линия на изток, като преминава северно от селата Шипокно, Евла и Козяк и южно от градовете Охрид и Ресен. След езерото линията излиза на източния бряг, северно от Пещани, продължава през Галичица продължава източно от Козяк и по гребена на Баба (планина) достига до старата гръцко-югославска граница.

### Създаване на „Охрана“ и последици от примирието на Италия с антихитлеристката коалиция
Във връзка със засилването на гръцката Съпротива, през зимата на 1943 г. по поръчение на Иван Михайлов българският офицер Андон Калчев се свързва с италианския комендант на Костур лейтенант Джовани Равали и настоява за действия за защита на българското население в тези най-западни дялове на Егейска Македония от гръцките нападения. Тъй като италианците не са в състояние да спрат посегателствата, те се съгласяват. На 5 март 1943 в Костур официално е учреден Българският комитет „Свобода или смърт“. На 12 март 1943 г. в града пристига генерал Джузепе дел Джудиче със заповед на италианското командване за включване на редовните италиански части за подпомагане на българската самозащита от гръцки националисти и македонстващи комунисти. Костурско става център на организацията „Охрана“, в която се включват стари членове на Вътрешната македонска революционна организация, както и обикновени българи, желаещи да се защитят от атаките на гръцките паравоенни чети. На 25 юли обаче пада фашисткият режим в Италия и в окупационната ѝ зона започва да настъпва безвластие. Отвъд демаркационната линия положението става критично за българското население. Местни албански разбойници и гръцки националисти не подбират средства, за да малтретират, плячкосват и дори да убиват тамошни българи. На 14 август цар Борис III е привикан на среща в главната квартира на Хитлер във връзка с тежкото положение, в което изпадат Германия и съюзниците ѝ, както на Източния фронт, така и на Балканите. На срещата Хитлер настоява за окупирането от български дивизии на частите от Македония, попадащи в италианската окупационна зона в Гърция и Албания, а Борис III се опитва да отклони евентуално българското участие на Източния фронт, позовавайки се на недостига на хора и въоръжение, и на необходимостта от защита срещу евентуално нападение от Турция. За съществуването на подобни идеи споделя и хърватският пълномощен министър в София Владимир Жидовец. Пред хърватския дипломат е обрисуван план за сътрудничество на база на присъединяването на цяла Западна Македония от дотогавашната Италианска окупационна зона към България. Според Жидовец царят искрено вярвал, че разгромът на Италия дава възможност за това при осигуряване поддръжката и на ВМРО. Смъртта на българския монарх скоро след това прекъсва развитието на тази инициатива.
През септември 1943 г., след капитулацията на Италия, зоната ѝ е завзета основно от немски войски. От отпадането на Италия от Оста, като германски съюзник частично се възползва и България. Тя успява да издейства известна корекция на границата в югозападния сектор на Вардарска Македония. Така българската зона е разширена с още около 500 кв. км. Включени са около 20 села в Охридско и Ресенско. Тази гранична линия остава в сила до изтеглянето на Българската армия от Вардарска и по-голямата част от Егейска Македония в началото на септември 1944 година, когато контролираните от българите части от бившата Италианска окупационна зона, са опразнени от българските войски.